# Petos Parodoxon
Der englische Begriff Peto’s paradox, dt. „Petos Paradoxon“, ist ein 1975 vom britischen Statistiker und Epidemiologen Richard Peto formulierter Widerspruch bzw. „Paradox“ aus dem Gebiet der Onkologie: Es basiert auf der Überlegung, dass mit der Zunahme der Anzahl von Körperzellen die Wahrscheinlichkeit einer malignen Entartung zunimmt, da jede Zellteilung ein gewisses Risiko einer krebserregenden Mutation mit sich bringt – große Säugetiere haben wesentlich mehr Zellen als kleine und müssten daher theoretisch erheblich häufiger Krebs entwickeln. Tatsächlich unterscheiden sich die Krebshäufigkeiten bei den meisten Säugetieren aber nur geringfügig.

## Die Randbedingungen

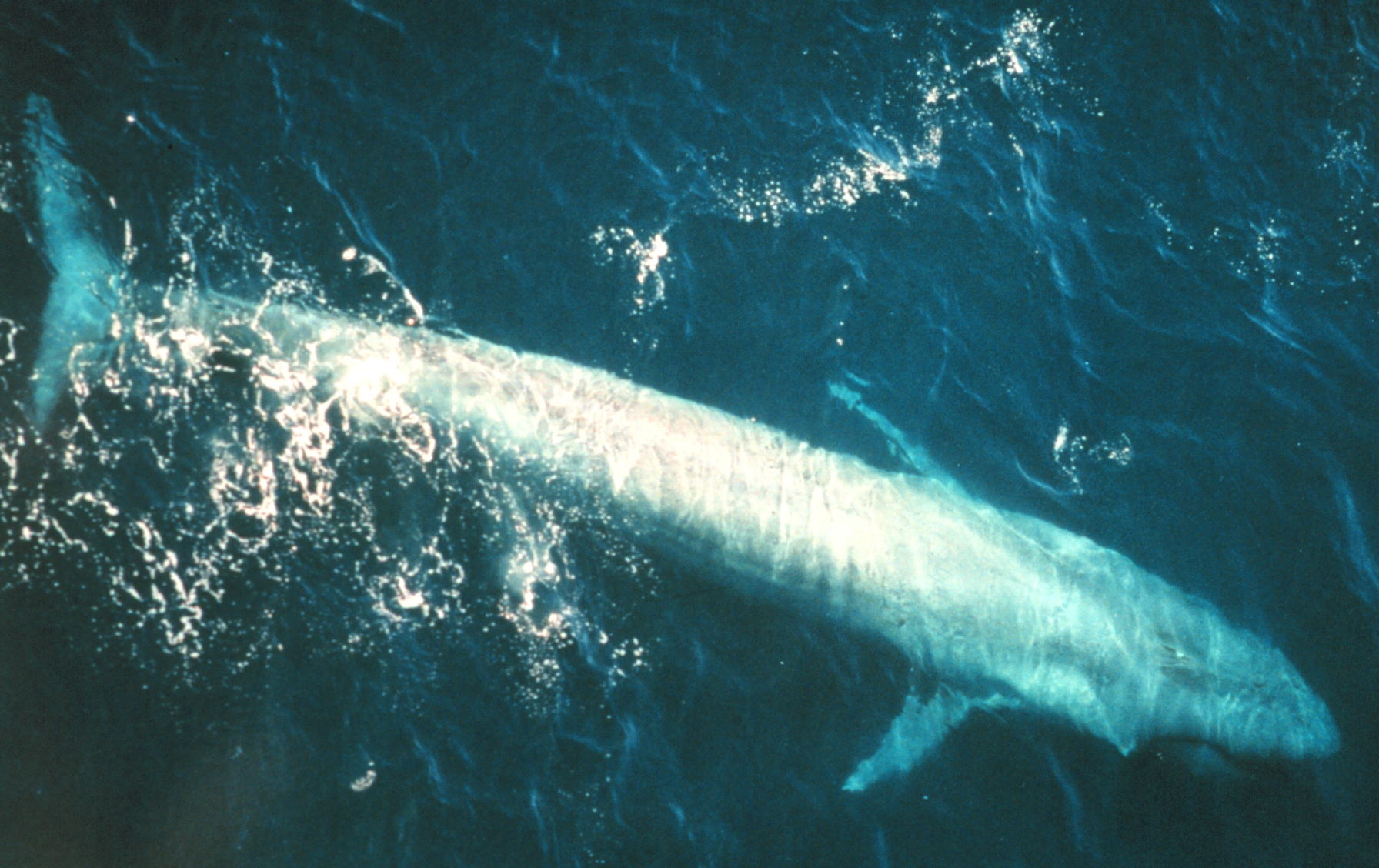
Ein Blauwal hat etwa die 100-millionenfache Masse (200 Tonnen) einer Schweinsnasenfledermaus und ist das größte Säugetier der Erde.

Von Krebserkrankungen sind vermutlich alle Wirbeltierarten betroffen. Am verbreitetsten sind diese malignen Gewebeveränderungen offensichtlich bei Säugetieren.
Die grundlegenden Mechanismen, die zu einer Krebserkrankung führen können, sind bei allen Säugetierarten sehr ähnlich. Auch viele Mechanismen zur Unterdrückung von Tumoren, wie beispielsweise Tumorsuppressorgene, sind bei allen Säugern vorhanden. Dies ermöglicht unter anderem die Nutzung von Säugetieren als Modellorganismen in der Krebsforschung bei Krebserkrankungen des Menschen. Im zellulären Aufbau, im Stoffwechsel und in ihrer Vermehrung weist die Klasse der Säugetiere – von der zwei Gramm leichten Schweinsnasenfledermaus (Craseonycteris thonglongyai) bis zum 100 Millionen Mal schwereren Blauwal (200 Tonnen) – sehr viele Gemeinsamkeiten auf.
Bei Säugetieren variiert die Krebsrate etwa um den Faktor 2. Bei allen bekannten Säugetieren treten Krebserkrankungen in signifikanter Anzahl auf und führen in vielen Fällen auch zum Tod der betroffenen Individuen. Für verschiedene Modellorganismen liegen verlässliche Zahlen zu Krebsraten vor. Für in der Wildnis lebende Säuger gibt es dagegen nur relativ wenige Daten.
Bei im Labor aufgezogenen Hausmäusen (Mus musculus) haben etwa 46 % beim Tod Tumore entwickelt. Bei Hunden (Canis lupus familiaris) liegt dieser Wert bei ungefähr 20 % und beim Menschen bei 22 % (in den USA, durch Krebs verursachte Todesfälle). Auch bei Blauwalen (Balaenoptera musculus) sind Fälle von Krebserkrankungen bekannt. Es liegen zwar keine statistischen Zahlen vor, jedoch wird davon ausgegangen, dass die meisten Wale nicht an Krebserkrankungen sterben. Bei der Untersuchung von 2000 erlegten Bartenwalen (Mysticeti) im Jahr 1966 in Saldanha Bay fanden sich keine Hinweise auf Krebserkrankungen.
Bei der Obduktion von 129 der insgesamt 263 zwischen 1983 und 1999 am Ufer des Sankt-Lorenz-Stroms gestrandeten toten Weißwale wurde bei 27 % Krebs festgestellt, bei 18 % war er die primäre Todesursache. Diese Rate ist für Wale ausgesprochen hoch und konnte bei keiner anderen Walpopulation gefunden werden. Als Ursache wird die Gewässerverschmutzung der Strommündung durch industrielle und landwirtschaftliche Produktion vermutet.
Nach der von der evidenzbasierten Medizin anerkannten Theorie der Karzinogenese (Krebsentstehung) findet das erste Krankheitsereignis auf zellulärer Ebene statt. Dabei transformiert eine normale Körperzelle in eine maligne Tumorzelle.

## Das Paradoxon
Größere Organismen haben eine höhere Anzahl von Körperzellen. Mit zunehmender Zellanzahl steigt die Wahrscheinlichkeit, dass eine davon zur malignen Tumorzelle entartet. Entsprechend sollten solche Organismen eine höhere Anzahl an potenziellen Krebszellen haben und daher viel häufiger und schneller als kleine Organismen Krebs entwickeln. Zudem leben größere Organismen länger und benötigen für die Ontogenese erheblich mehr Zellteilungen, um sich von der befruchteten Eizelle zum adulten Tier zu entwickeln. Auch dies sind Faktoren, die die Wahrscheinlichkeit zur Bildung entarteter Zellen bei größeren Organismen erheblich steigern sollte. Aus diesen Überlegungen heraus sollte eine Korrelation zwischen Krebsinzidenz und Körpermasse bei Säugetieren bestehen. Tatsächlich gibt es aber keinerlei Anhaltspunkte für eine solche Korrelation.

## Hypothesen zu Erklärung des Paradoxons
Mehrere Hypothesen zur Erklärung von Peto’s paradox wurden aufgestellt und werden kontrovers diskutiert:
p53 ist das wichtigste Checkpointprotein im Zellzyklus, jedoch nicht das einzige. Wenn eine Zelle nach Erreichen der  Hayflick-Grenze weiter teilungsfähig sein möchte, muss vorher der p53-Checkpoint zerstört worden sein. Das heißt Krebszellen weisen beim Menschen meistens einen zerstörten p53 Checkpoint auf oder entwickeln später Defekte an diesem Checkpoint.
Checkpoint-Proteine wie p53 spielen folglich eine große Rolle bei der Entstehung/Verhinderung von Krebs. Bspw. gibt es einen Zusammenhang zwischen der Körpergröße und der Allelzahl von p53 in Elefanten. Elefanten erlangten im Laufe ihrer Evolution immer mehr Kopien von p53. In Säugern gibt es außerdem beträchtliche Unterschiede bzgl. des maximal erreichbaren Lebensalters. Diese Unterschiede sind anscheinend p53-sequenzkorreliert. Es ist denkbar, dass Krebs das Maximalalter limitiert und einige SNPs in p53 die Wahrscheinlichkeit für Krebs in diesen Arten reduzieren oder erhöhen.
Einige Wissenschaftler gehen davon aus, dass die Mutationsrate bei Säugetieren von deren Größe abhängig ist. Große Säuger hätten demnach eine geringere Mutationsrate als kleine Säuger. Die unterschiedlichen Mutationsraten hätten dabei evolutionäre Ursachen.
Andere Forscher gehen davon aus, dass die Reparaturmechanismen und das Immunsystem von großen Säugetieren besser ausgebildet sind als bei kleinen Säugern, wodurch die größeren eine höhere Resistenz hätten.
Andere Arbeitsgruppen gehen davon aus, dass Krebstumoren mit zunehmender Größe des Lebewesens selbst an Wachstumsgrenzen stoßen können, die für sie nachteilig sind. So würde die für einen Wal letale Tumormasse bei über 100 kg liegen. Die Entwicklung eines größeren Tumors beansprucht auch mehr Zeit. Während dieser Zeit findet eine Vielzahl von Zellteilungen und weiteren Mutationen im Tumor statt. Durch die Selektion untereinander im Wettbewerb stehender Phänotypen würden aggressive cheaters bevorzugt werden, die einen „Hypertumor“ im eigentlichen Tumor bilden. Dieser Hypertumor würde den eigentlichen Tumor zerstören. Je größer der Organismus wäre, desto größer wäre die Wahrscheinlichkeit, dass sich ein Hypertumor bilde. In großen Organismen, wie beispielsweise Walen, wären Tumoren dann eine häufigere Erscheinung, aber weniger letal als in kleinen Organismen.
Bisher ist keine Hypothese allgemein anerkannt, um das Paradoxon zu klären.

### Fachliteratur
- V. Callier: Core Concept: Solving Peto's Paradox to better understand cancer. In: Proceedings of the National Academy of Sciences. Band 116, Nummer 6, 2019, S. 1825–1828, doi:10.1073/pnas.1821517116, PMID 30723181, PMC 6369797 (freier Volltext).
- J. M. Vazquez, M. Sulak u. a.: A Zombie LIF Gene in Elephants Is Upregulated by TP53 to Induce Apoptosis in Response to DNA Damage. In: Cell reports. Band 24, Nummer 7, August 2018, S. 1765–1776, doi:10.1016/j.celrep.2018.07.042, PMID 30110634. (Open Access)
- M. Tollis, A. M. Boddy, C. C. Maley: Peto's Paradox: how has evolution solved the problem of cancer prevention? In: BMC biology. Band 15, Nummer 1, 2017, S. 60, doi:10.1186/s12915-017-0401-7, PMID 28705195, PMC 5513346 (freier Volltext).
- R. Noble, O. Kaltz, M. E. Hochberg: Peto's paradox and human cancers. In: Philosophical transactions of the Royal Society of London. Series B, Biological sciences. Band 370, Nummer 1673, Juli 2015, S. , doi:10.1098/rstb.2015.0104, PMID 26056357, PMC 4581036 (freier Volltext).
- A. F. Caulin, C. C. Maley: Peto's Paradox: evolution's prescription for cancer prevention. In: Trends in ecology & evolution. Band 26, Nummer 4, April 2011, S. 175–182, doi:10.1016/j.tree.2011.01.002, PMID 21296451, PMC 3060950 (freier Volltext) (Review).

### Populärwissenschaftliche Veröffentlichungen
- Joachim Czichos: Zombie-Gen schützt Elefanten vor Krebs. In: wissenschaft-aktuell.de. 15. August 2018, abgerufen am 17. August 2018.
- Kathrin Zinkant: Warum Elefanten kaum Krebs haben. In: sueddeutsche.de. 8. Oktober 2015, abgerufen am 28. Januar 2021.